# Franz Carl Achard
Franz Carl Achard (tudi François Charles Achard), nemški kemik, fizik in biolog, * 28. april 1753, Berlin, Nemčija, † 20. april 1821, Wohlau-Cunern, Šlezija (danes Wińsko, Poljska).
Njegovo največje odkritje je bila proizvodnja sladkorja iz sladkorne pese.
Achard je bil sin pridigarja Maxa Guillaumea Acharda in njegove žene Marguerite Elisabeth (Rouppert). Študiral je fiziko in kemijo v  Berlinu. Začel se je zanimati za rafiniranje sladkorja prek očima. Z dvajsetimi leti je postal član »Kroga prijateljev naravoslovnih znanosti« in je srečal Marggrafa, pionirja analizne kemije in tedanjega predstojnika fizikalnih oddelkov Kraljeve akademije znanosti. Raziskoval je na mnogih področjih, med njimi: meteorologijo, izhlapevanje v mrzlem vremenu, elektriko, telegrafijo, težnost, strelovode. Objavljal je v nemškem in francoskem jeziku.